# Cmentarz Brompton
Cmentarz Brompton (ang. Brompton Cemetery) – cmentarz w Londynie, w Royal Borough of Kensington and Chelsea, wytyczony w 1839, otwarty w 1840.
Znajduje się przy ulicy Old Brompton Road w zachodniej części miasta na terenie obszaru West Brompton w pobliżu dzielnicy Earl’s Court. Został zaprojektowany w 1839 przez inżyniera Stephen Geary, architektem był Benjamin Baud, a sam ogród był wedle planu John Loudun. Otwarty został w 1840 roku. Stanowi jeden z siedmiu wspaniałych cmentarzy wokół Londynu, z trzeciego dziesięciolecia 19-go wieku i do których zaliczają się Cmentarz Kensal Green, Highgate Cemetery oraz Cmentarz West Norwood. Na początku jego istnienia posadzono tu polskie drzewka iglaste aby na groby nie opadały liście.
Jest przeszło 300 polskich grobów, wśród 205 000 pochówków. Najwcześniejszym Polakiem, który trafił tam na wieczność był międzynarodowy szachista i dziennikarz, Jan Herman Zuckertort (1842–1888).

## Notowane groby
- Franciszek Arciszewski – generał, poseł na Sejm III
- Stanisław Rola-Arciszewski – publicysta wojskowy
- Tomasz Arciszewski –  polityk
- Antoni (Bloom) – arcybiskup i lekarz
- Henry Cole – fundator Victoria and Albert Museum i Royal Albert Hall,
- Joseph Thomas Clover – pionier anestezji
- Samuel Cunard – fundator Cunard Line
- Stefan Dąb-Biernacki – legionista
- Charles Fremantle – fundator miasta Fremantle w Australii
- Robert Fortune – botanik, przywiózł krzewy kamelii-herbaty z Chin do Indii
- Sir John Fowler – inżynier kolejowy zaprojektował Forth Bridge
- Janusz Głuchowski – generał
- Michał Karaszewicz-Tokarzewski – wojskowy, teozof
- Dr. Antoni Kutek – oficer marynarki i lekarz za czasu wojny na Batorym. Autorem mogiły jest Mieczysław Lubelski[5]
- Constant Lambert – Kompozytor
- Wiktor Łomidze – Gruzin w Marynarce Polskiej
- Teresa Łubieńska – działaczka społeczna
- Karol Masny – generał
- Mateusz (Siemaszko) – biskup
- Roderick Murchison – geolog
- Stanisław Julian Ostroróg – fotograf
- Emmeline Pankhurst – sufrażystka
- Zygmunt Podhorski – generał
- Alfred Prager – legionista
- Jan Prot – chemik
- Bronisław Regulski – generał
- Sawa (Sowietow) – biskup
- Felicjan Sławoj Składkowski – premier Polski
- Samuel Smiles – pisarz
- John Snow – epidemiolog
- Stanisław Sołtykiewicz – rotmistrz
- Alfred Spett – inżynier saper
- Ludwik Stankiewicz – wojskowy
- Nikodem Sulik – generał
- Jerzy Świrski – wiceadmirał Marynarki Wojennej
- Richard Tauber – tenor
- Frederic Thesiger (2. baron Chelmsford) – generał
- Józef Trenkwald – Olimpijczyk
- Stefan Tyszkiewicz – inżynier
- Andrew Scott Waugh – topograf wojskowy, ochrzcił górę jako Everest
- Elizabeth Alice Hawkins-Whitshed - alpinistka
- Bob Carlos Williams – fotograf
- Sergiusz Zahorski – generał
- Johannes Zukertort lub Jan Hermann Cukiertort – szachista

## Galeria

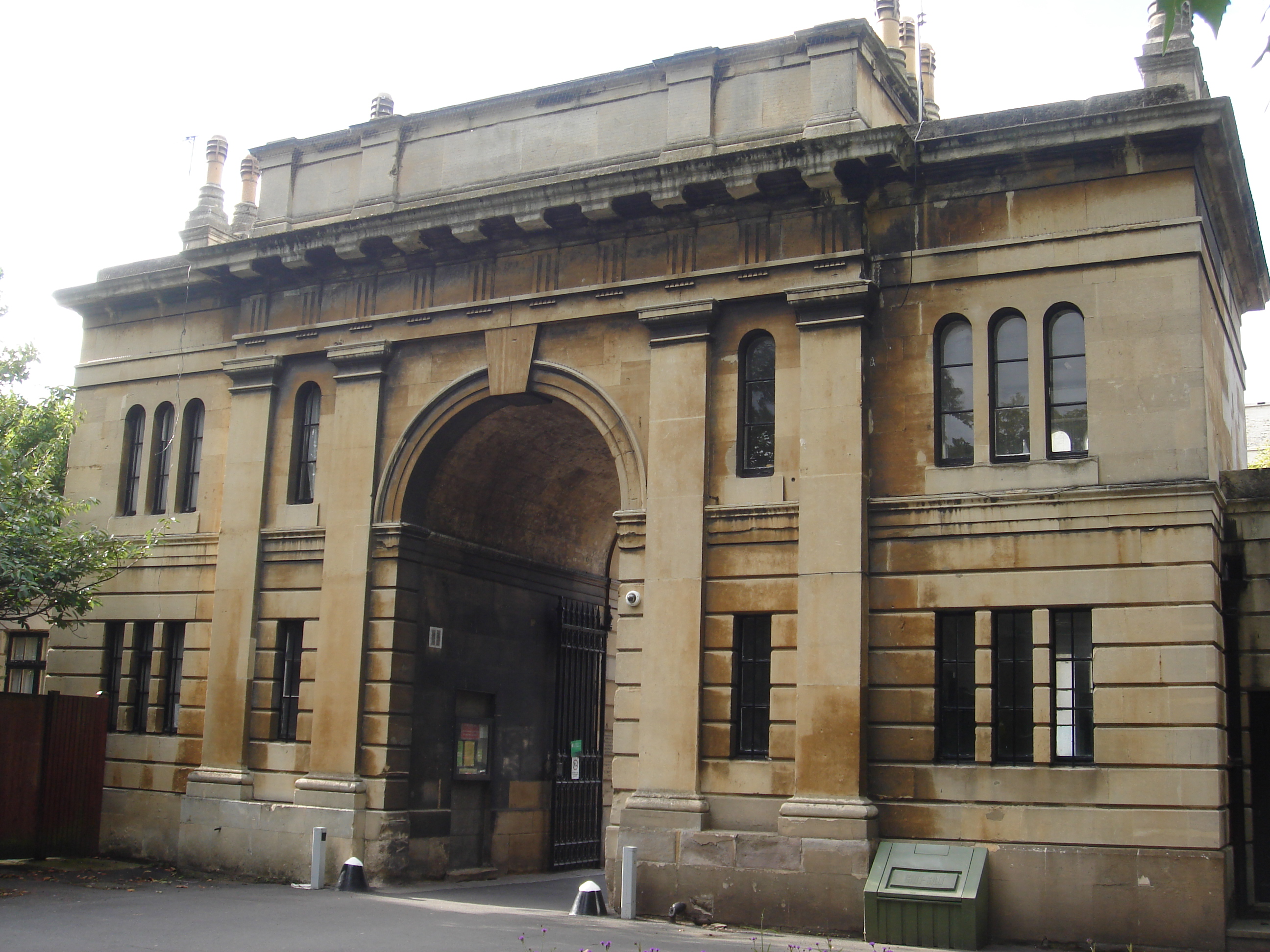
Północna brama wejściowa do cmentarza Brompton
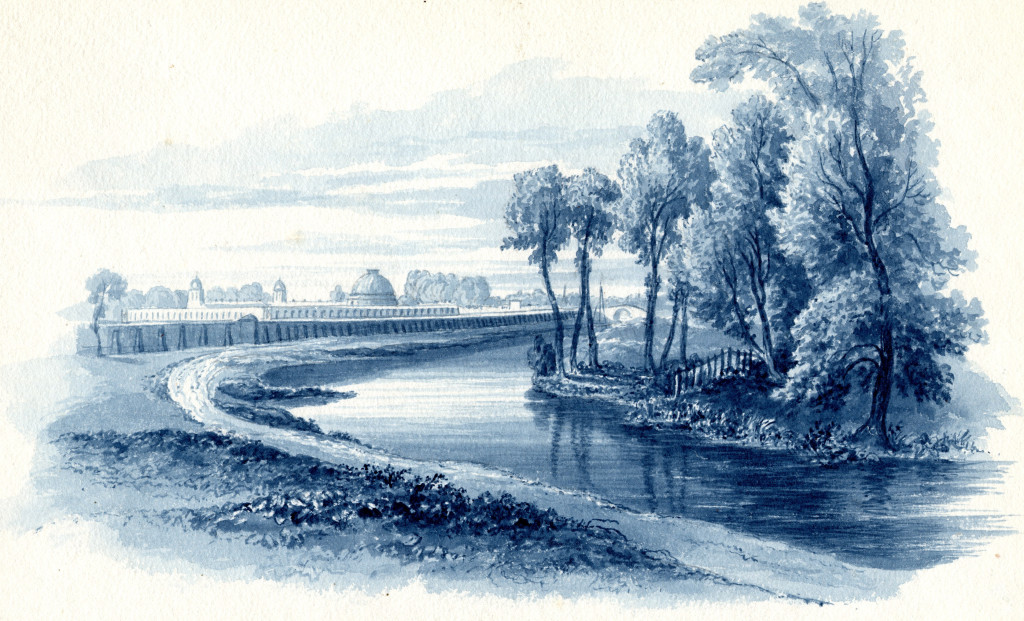
Malowany widok cmentarza Brompton i kanał 'Kensington' – William Cowen 1840
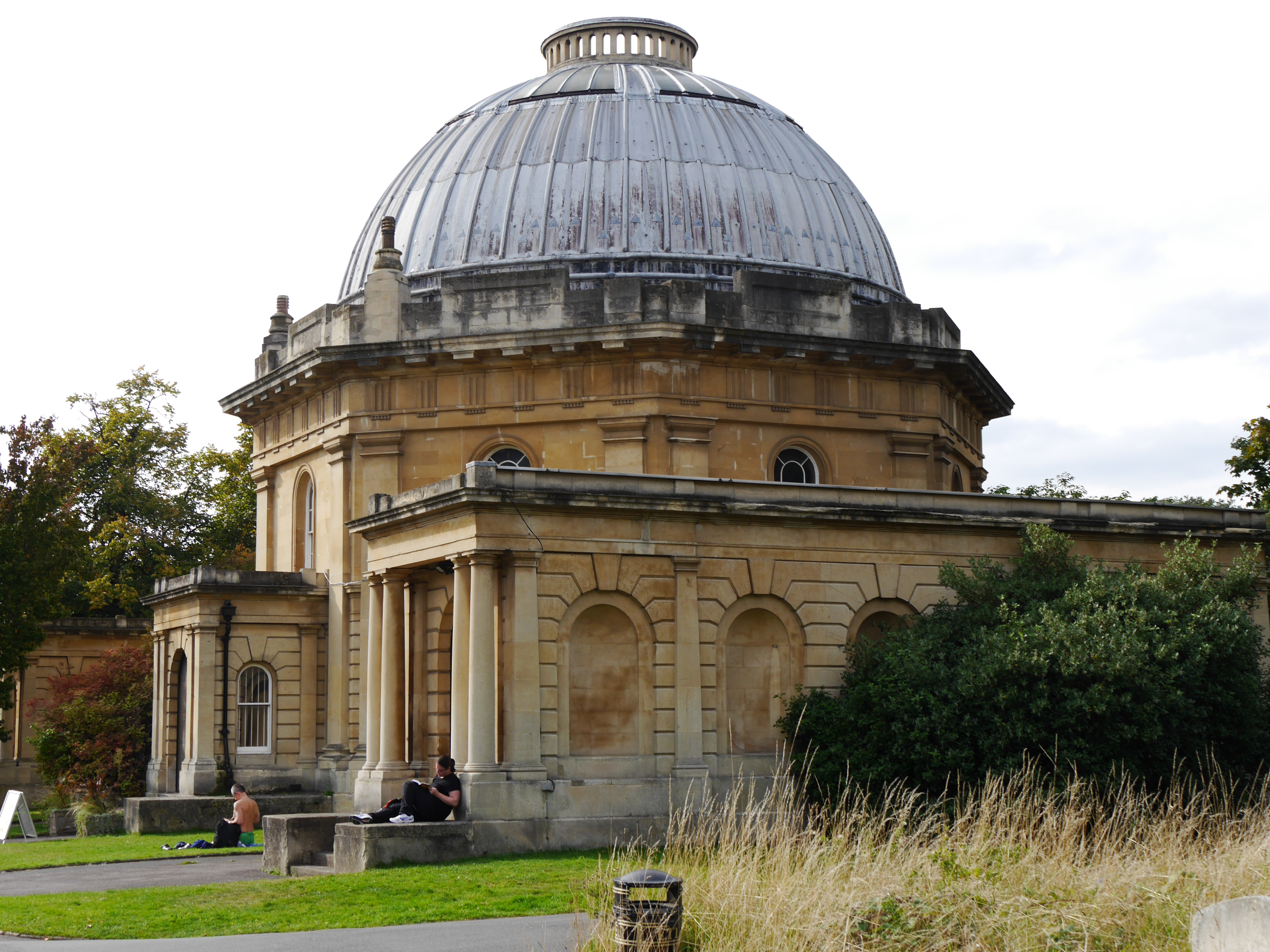
Kaplica w Brompton Cemetery
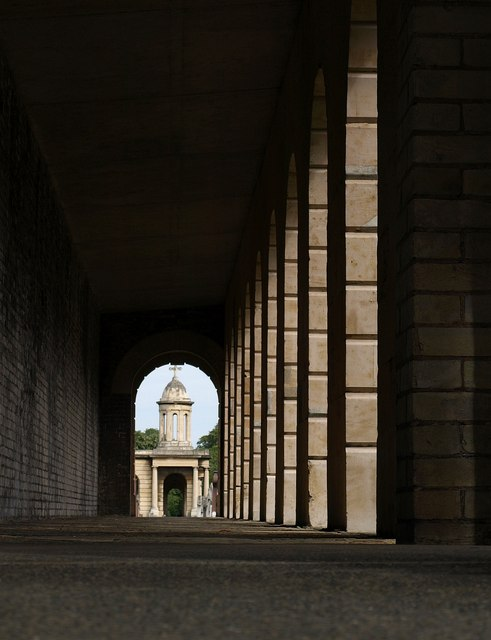
Galeria w Brompton Cemetery
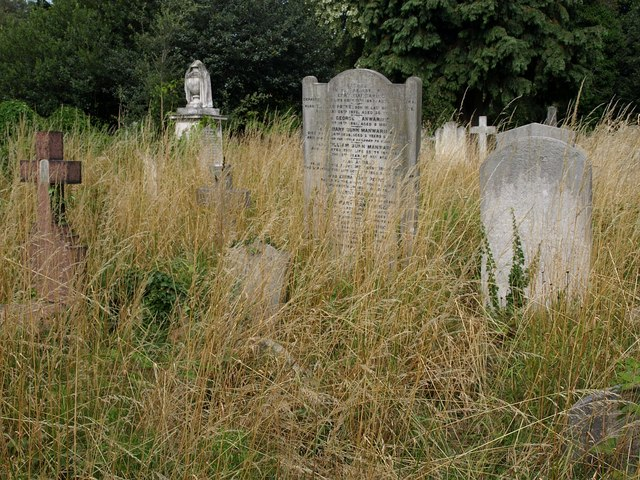
Widok Brompton Cemetery
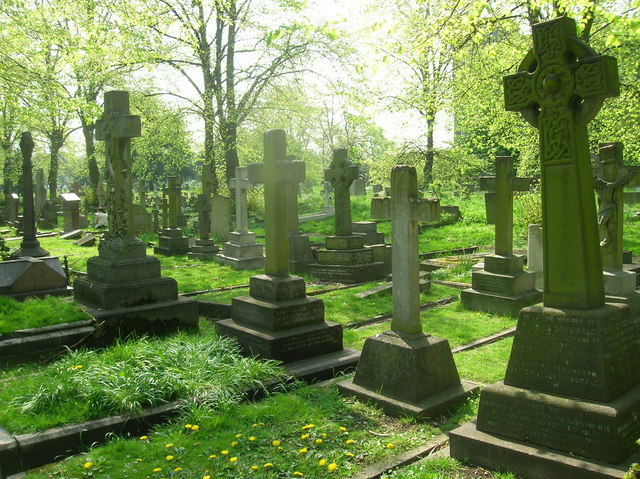
Groby, Brompton Cemetery
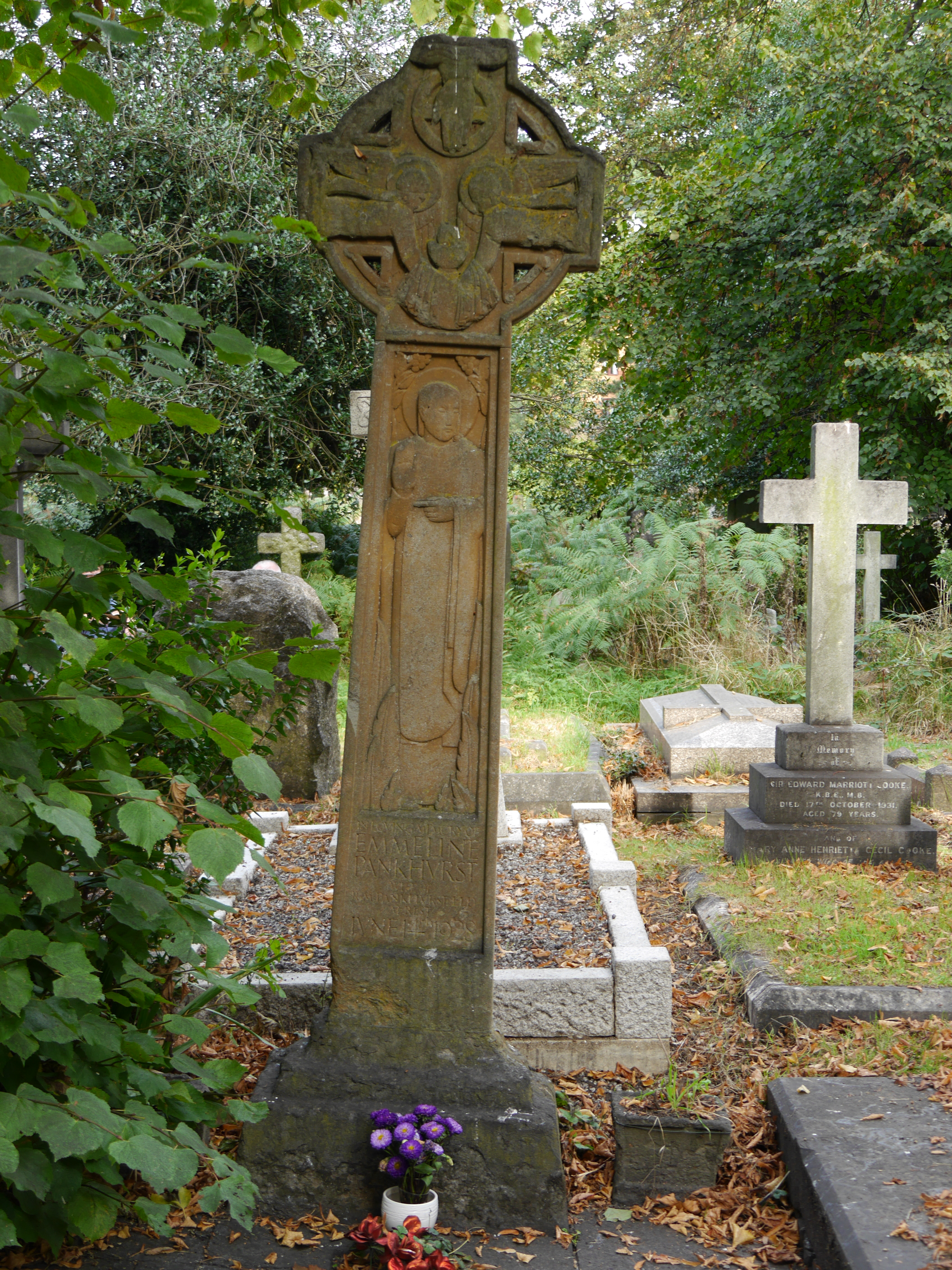
Grób Emmeline Pankhurst, Brompton Cemetery